# Cephalostemon microglochin
Cephalostemon microglochin är en gräsväxtart som beskrevs av Noel Yvri Sandwith. Cephalostemon microglochin ingår i släktet Cephalostemon och familjen Rapateaceae. Inga underarter finns listade i Catalogue of Life.